# У Минься
У Минься (кит. упр. 吴敏霞, пиньинь Wú Mǐnxiá, род. 10 ноября 1985, Шанхай) — знаменитая китайская прыгунья в воду, 5-кратная олимпийская чемпионка, 8-кратная чемпионка мира (в том числе 7-кратная в синхронных прыжках с 3-метрового трамплина) и трёхкратная чемпионка Азиатских игр. Специализируется в прыжках с 1-метрового и 3-метрового трамплинов. Одна из самых титулованных спортсменок в истории прыжков в воду. Завершила карьеру
На Олимпийских играх 2004 и 2008 годов побеждала в синхронных прыжках с 3-метрового трамплина в паре с Го Цзинцзин, а в 2012 году в Лондоне выиграла в паре с Хэ Цзы. В 2012 году выиграла и одиночные прыжки с 3-метрового трамплина, опередив Хэ Цзы. На Олимпийских играх 2016 года установила историческое достижение, выиграв в паре с Ши Тинмао свою пятую олимпийскую золотую медаль в синхронных прыжках с 3-метрового трамплина.

## Награды
- Лучшая прыгунья в воду в мире: 2011, 2012